# Kallima theriotes
Kallima theriotes är en fjärilsart som beskrevs av Hans Fruhstorfer 1915. Kallima theriotes ingår i släktet Kallima och familjen praktfjärilar. Inga underarter finns listade i Catalogue of Life.